# Кубок России по современному пятиборью среди женщин 2004
Кубок России по современному пятиборью среди женщин 2004 года проходил в Москве (спортивная база "Северный") с 12 по 15 марта. Медали разыгрывались в личном и командном первенстве. На старт вышли спортсменки, которые представляли регионы и города России. Члены сборной команды России Татьяна Муратова и Олеся Величко в турнире не участвовали, они выступали на этапе Кубка Мира в Мексике (город Мехико), где Муратова заняла 9, Величко - 13 место.
Убедительную победу одержала москвичка Марина Колонина, она и стала обладательницей Кубка России 2004 года. Также Колонина в составе сборной Москвы стала победительницей и в командном зачете.
В борьбе за второе и третье места развернулась упорная борьба между Гречишниковой и Горляк. В итоге спортсменки набрали одинаковое количество очков по 5592. Второе место было присуждено Горляк, тка как по правилам при равенстве очков преимущество получает спортсменка, выигравшая у конкурентки большее количество видов. Третья стала Евдокия Гречишникова.

## Кубок России. Женщины.
- Личное первенство.

| Дисциплина        | Золото                          | Серебро                        | Бронза                                    |
| Личное первенство | Марина Колонина · Москва · 5740 | Татьяна Горляк · Самара · 5592 | Евдокия Гречишникова · Москва- Уфа · 5592 |

- Итоговая таблица.

| Место | Спортсменка            | Город       | Сумма |
| ----- | ---------------------- | ----------- | ----- |
| 1.    | Марина Колонина        | Москва      | 5740  |
| 2.    | Татьяна Горляк         | Самара      | 5592  |
| 3.    | Евдокия Гречишникова   | Москва- Уфа | 5592  |
| 4.    | Людмила Сироткина      | Москва      | 5508  |
| 5.    | Александра Садовникова | Москва      | 5426  |
| 6.    | Светлана Колесова      | Калининград | 5368. |

- Командное первенство.

| Дисциплина           | Золото                                                                      | Серебро | Бронза |
| Командное первенство | Москва · Марина Колонина · Евдокия Гречишникова · Полина Стручкова · 16 424 |         |        |